# مارفن ديكسون
مارفن ديكسون (بالإنجليزية: Marvin Dixon)‏ هو متزلج جماعي جامايكي، ولد في 9 سبتمبر 1983 في أبريشة سانت أندرو ‏ في جامايكا.

## وصلات خارجية
- مارفن ديكسون على موقع أوليمبيديا (الإنجليزية)